# 순천승남중학교
순천승남중학교(順天昇南中學校)는 대한민국 전라남도 순천시 송광면 이읍리에 있는 공립 중학교이다.

## 학교 연혁
- 1955년 9월 30일 : 초대 유용순 교장 부임, 개교
- 2005년 3월 1일 : 순천외서분교장 본교 편입
- 2018년 3월 1일 : 순천외서분교장 본교 통폐합
- 2024년 3월 1일 : 제31대 정덕영 교장 부임
- 2025년 1월 10일 : 제68회 5명 졸업(총 4,838명)
- 2025년 3월 4일 : 4명 입학

## 참고 자료
- 순천승남중학교 - 한국교육학술정보원 학교알리미